# Paul Vachon
Paul Vachon, noto anche con lo pseudonimo di "Butcher" Vachon (Montréal, 7 ottobre 1937 – Mansonville, 29 febbraio 2024), è stato un wrestler e politico canadese, membro della dinastia Vachon, numerosa famiglia tradizionalmente molto attiva nel wrestling.

## Biografia

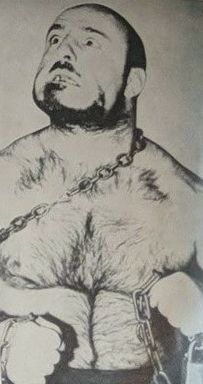
"Butcher" Vachon nel 1969

Paul Vachon nacque Montréal il 7 ottobre 1937, tredicesimo figlio di Ferdinand Vachon, un agente di polizia. Nel 1957, seguì le orme di suo fratello Maurice "Mad Dog" Vachon iniziando la carriera di lottatore professionale; adottò l'atteggiamento da heel del fratello e il nome d'arte "Butcher Vachon" (Macellaio Vachon). Lottò principalmente nella American Wrestling Association, nella National Wrestling Alliance e nella Georgia Championship Wrestling.
Combatté spesso in coppia con suo fratello "Mad Dog" Vachon, con il quale vinse l'AWA World Tag Team Championship.
All'inizio degli anni settanta apparve a fianco della sorella Vivian Vachon nel film Wrestling Queen.
Si ritirò dal wrestling nel 1984. Dopo la sua carriera da wrestler, Paul Vachon si unì al NDP (Nuovo Partito Democratico Canadese) candidandosi per le elezioni federali del 1988, 1993 e 1995.
Nel 1993, gli venne diagnosticato un cancro al colon e dovette sottoporsi ad un delicato intervento chirurgico. Successivamente, nel 2003, gli venne diagnosticato anche un cancro alla gola. Vachon iniziò quindi un ciclo di cure intensive per circa cinque anni, nella speranza di debellare la malattia.
Affetto anche di diabete, morì a Mansonville, un villaggio della municipalità regionale della contea di Memphrémagog nella regione Estrie, in Québec, il 29 febbraio 2024 all'età di 86 anni.

## Vita privata
Paul Vachon era il padre adottivo della lottatrice Luna Vachon. Ebbe in tutto sei figli e fu sposato quattro volte.

## Titoli e riconoscimenti
- American Wrestling Association
  - AWA Midwest Tag Team Championship (1) - con Maurice Vachon
  - AWA World Tag Team Championship (1) - con Maurice Vachon

- Eastern Townships Wrestling Association
  - ETWA Heavyweight Championship (1)

- Mid-Atlantic Championship Wrestling
  - NWA Southern Tag Team Championship (Mid-Atlantic version) (1) - con Maurice Vachon

- Mid-South Sports
  - NWA Georgia Tag Team Championship (1) - con Stan Vachon
  - NWA Southern Tag Team Championship (Georgia version) (5) - con Louie Tillet (2) e Stan Vachon (3)
  - NWA World Tag Team Championship (Georgia version) (1) - con Maurice Vachon

- NWA Hollywood Wrestling
  - NWA Americas Tag Team Championship (1) - con Chavo Guerrero Sr.

- NWA Mid-Pacific Promotions
  - NWA Hawaii Tag Team Championship (1) - con Hard Boiled Haggerty

- Professional Wrestling Hall of Fame
  - (Classe del 2004) - con Maurice Vachon
- Southwest Sports, Inc.
  - NWA Texas Tag Team Championship (2) - con Maurice Vachon (1) e Ivan the Terrible (1)

- Stampede Wrestling
  - NWA Canadian Tag Team Championship (Calgary version) (3) - con Maurice Vachon
  - Stampede International Tag Team Championship (3) - con Maurice Vachon